# Плавание на открытой воде на чемпионате мира по водным видам спорта 2025
Соревнования по плаванию на открытой воде на чемпионате мира 2025 прошли с 15 по 20 июля. Спортсмены разыграли 7 комплектов наград. Соревнования проводились в акватории сингапурского острова Сентоса.
В программу чемпионата мира в Сингапуре была включена новая дисциплина — мужской и женский спринт на дистанции 3 км.

## Медалисты

#### Мужчины
| Дисциплина  | Золото                     | Золото    | Серебро                      | Серебро   | Бронза                     | Бронза    |
| ----------- | -------------------------- | --------- | ---------------------------- | --------- | -------------------------- | --------- |
| 10 км       | Флориан Велльброк Германия | 1:59:55.5 | Грегорио Пальтриньери Италия | 1:59:59.2 | Кайл Ли Австралия          | 2:00:10.3 |
| 5 км        | Флориан Велльброк Германия | 57:26.4   | Грегорио Пальтриньери Италия | 57.29.3   | Марк-Антуан Оливье Франция | 57:30.4   |
| спринт 3 км | Флориан Велльброк Германия | 5:46.0    | Давид Бетлехем Венгрия       | 5:47.7    | Марк-Антуан Оливье Франция | 5:51.1    |

#### Женщины
| Дисциплина  | Золото                  | Золото    | Серебро                   | Серебро   | Бронза                                         | Бронза    |
| ----------- | ----------------------- | --------- | ------------------------- | --------- | ---------------------------------------------- | --------- |
| 10 км       | Моэша Джонсон Австралия | 2:07:51.3 | Джиневра Таддеуччи Италия | 2:07:55.7 | Лиза Пу Монако                                 | 2:07:57.5 |
| 5 км        | Моэша Джонсон Австралия | 1:02:01.3 | Джиневра Таддеучи Италия  | 1:02:02.3 | Итика Кадзимото Япония                         | 1:02:28.9 |
| спринт 3 км | Итика Кадзимото Япония  | 6:19.9    | Джиневра Таддеуччи Италия | 6:21.9    | Моэша Джонсон Австралия Беттина Фабиан Венгрия | 6:23.1    |

#### Смешанные командные дисциплины
| Дисциплина | Золото                                                                           | Золото    | Серебро                                                                                 | Серебро   | Бронза                                                                                   | Бронза    |
| ---------- | -------------------------------------------------------------------------------- | --------- | --------------------------------------------------------------------------------------- | --------- | ---------------------------------------------------------------------------------------- | --------- |
| 4×1,25 км  | Германия · Селина Ридер · Оливер Клемет · Изабель Мария Гозе · Флориан Велльброк | 1:09:13.3 | Италия · Барбара Поццобон · Джиневра Таддеуччи · Марчелло Гуиди · Грегорио Пальтриньери | 1:09:15.4 | Венгрия · Беттина Фабиан · Виктория Михайвари-Фаркаш · Криштоф Рашовски · Давид Бетлехем | 1:09:16.7 |

## Медальный зачёт
*   Принимающая страна (Сингапур)
| Место          | Страна         | Золото | Серебро | Бронза | Всего |
| -------------- | -------------- | ------ | ------- | ------ | ----- |
| 1              | Германия       | 4      | 0       | 0      | 4     |
| 2              | Австралия      | 2      | 0       | 2      | 4     |
| 3              | Япония         | 1      | 0       | 1      | 2     |
| 4              | Италия         | 0      | 6       | 0      | 6     |
| 5              | Венгрия        | 0      | 1       | 2      | 3     |
| 6              | Франция        | 0      | 0       | 2      | 2     |
| 7              | Монако         | 0      | 0       | 1      | 1     |
| Всего стран: 7 | Всего стран: 7 | 7      | 7       | 8      | 22    |

## Расписание
Дано местное (сингапурское) время.
| Дата         | Время | Соревнование                  |
| ------------ | ----- | ----------------------------- |
| 16 июля 2025 | 13:00 | 10 км, мужчины                |
| 16 июля 2025 | 16:00 | 10 км, женщины                |
| 18 июня 2025 | 08:00 | 5 км, женщины                 |
| 18 июля 2025 | 10:30 | 5 км, мужчины                 |
| 19 июня 2025 | 08:00 | спринт, 3 км, женщины         |
| 19 июля 2025 | 10:00 | спринт, 3 км, мужчины         |
| 20 июля 2025 | 08:00 | 4×1,25 км, смешанная эстафета |